# Килсхајм
Килсхајм (њем. Külsheim) град је у њемачкој савезној држави Баден-Виртемберг. Једно је од 18 општинских средишта округа Маин-Таубер-Крајс. Према процјени из 2010. у граду је живјело 5.541 становника. Посједује регионалну шифру (AGS) 8128064.

## Географски и демографски подаци
Килсхајм се налази у савезној држави Баден-Виртемберг у округу Маин-Таубер-Крајс. Град се налази на надморској висини од 327 метара. Површина општине износи 81,5 km². У самом граду је, према процјени из 2010. године, живјело 5.541 становника. Просјечна густина становништва износи 68 становника/km².